# Gyurkó Lajos (katonatiszt)
Gyurkó Lajos (Budapest, 1912. május 26. – Pécs, 1979. június 15.) magyar tábornok, aki az 1956-os forradalom idején és utána több alkalommal adott parancsot tüntetők elleni fegyveres támadásra, beleértve a repülőgépekről leadott sortüzeket is. Ezzel több tucat ember halálát és százak megsebesülését okozta. Nevére különösen Tiszakécskén, Kecskeméten, Kiskőrösön és Egerben emlékeznek.

## Élete

### Származása, ifjúkora
Édesapja szobafestő volt. Ő maga öt elemi iskolai osztályt végzett, eredeti foglalkozása pék volt. 1945-ben az MKP gyöngyösi városi bizottságának titkára lett. Nincs adat arról, hogy a háború lezárása előtt részt vett volna az illegális kommunista mozgalomban.

### Katonai pályája
Pártbéli pozíciója és egy hat hónapos törzstiszti tanfolyam elvégzése elégséges volt ahhoz, hogy alezredesi rendfokozatot kapjon, és az 1. Ejtőernyős Zászlóalj parancsnokává nevezzék ki. Elvégezte 1950-ben az öt hónapos parancsnoki tanfolyamot, mely elég volt ahhoz, hogy ezredessé léphessen elő. Beosztását tekintve a 12. lövészhadosztály parancsnoka lett vezérőrnagyi rangban. Tanulmányait külföldön folytatta: 1952-től 1954-ig a Szovjetunióban, a Vorosilov Katonai Akadémián tanult. Innen tábornoki rendfokozatot viselve érkezett haza, és átvette a Kecskeméten és környékén diszlokáló 3. Hadtest parancsnoki tisztét.

### Szerepe 1956-ban
1956. október 24-én kilátásba helyezte a kivégzést azoknak a katonáinak, akik megtagadnák a parancsot a felkelés elleni harcban. 25-én katonáival megakadályoztatott egy tüntetést a városban, tankágyúval a tömeg irányába lövetett, három civil halt meg az akcióban. 26-án újra tűzparancsot adott ki, amikor támadás érte a börtönt.
Október 27-én Gyurkó parancsára egy vadászgép géppuskatüzet zúdított Tiszakécskén a tömegre, akik éppen a Himnuszt énekelték. Tizenhét halott és 110 sebesült maradt a földön.
Ugyanezen a napon, október 27-én történt meg a kiskunhalasi sortűz is, melyben két ember meghalt és három fő megsebesült.
A repülők Kecskeméten, Kiskőrösön a tüntetőkre lőttek. Kecskeméten (október 27-én) a cigánytelepet is repülőgéppel gépágyúztatta, miután ide vonultak vissza a felkelők. Csongrádon a tüntetés szétverésére küldött gép lezuhant, pilótája, Istenes Elemér életét vesztette. Kiskőrösön hatan sebesültek meg a vadászgépek lövedékeitől.
Török Béla alezredes akadályozta meg, hogy bevesse a repülőket a tüntetők ellen Szabadszálláson, Kerekegyházán, Kunszentmártonban és Fülöpszálláson is. Amikor a kiskunhalasi lövészezredet Budapestre rendelték, Gyurkó parancsára 20 elfogott tüntetőt vizsgálat nélkül a helyszínen agyonlőttek.
A vérengzések hatására elégedetlenségi hullám söpört végig a 3. hadtesten. Október 31-én Gyurkó jobbkezével, Sucin József alezredessel együtt a Szovjetunióba menekült. Véres szerepe még ekkor sem ért véget: november 4-én a Magyar Néphadsereg Katonatanácsának tagja, a karhatalom vidéki parancsnoka lett. Szerepe volt a december 8-iki salgótarjáni sortűz elkövetésében, december 11-én Egerben a parancsnoksága alá tartozó katonák két tüntetőt megöltek, 14-et megsebesítettek.

### A megtorlásban és utána
Tevékeny részt vállalt a megtorlásban is, mint a Tiszti Felülvizsgáló Bizottságok elnöke és a katonai felsőbíróság ülnöke. Tagja volt többek közt annak a másodfokú bíróságnak, amely halálra ítélte Pálinkás-Pallavicini Antal honvéd őrnagyot, aki 1956. október 30-án kiszabadította felsőpetényi fogságából és Budapestre szállította Mindszenty József bíborost. Katonai ülnökként rettegtek tőle a vádlottak. Az első fokon életfogytiglani börtönre és más súlyos büntetésekre ítélt békéscsabai forradalmi vezetők például visszavonták fellebbezésüket, amikor megtudták, hogy a másodfokon az egyik ülnök Gyurkó lesz.
1957-ben jutalmul a Honvédelmi Minisztérium kiképzési főcsoportfőnöke lett, majd 1957 és 1960 közt a határőrség parancsnoka. 1959-ben az MSZMP Központi Bizottságának póttagjává választották. Személye idővel terhessé vált a konszolidálódó rezsim politikai vezetése számára, anyagi visszaélései külön szemet szúrtak a hatóságoknak. 1960. szeptember 1-jén elbocsátották parancsnoki posztjáról, 1962-ben a KB-póttagságot is megvonták tőle. A nagytétényi Sertéshízlalda igazgatója lett, a lopások miatt hamarosan innen is menesztették. Élete végén benzinkutas volt Pécsen.